# Pseudo R-kwadrat
Pseudo R-kwadrat – ogólna nazwa miar dopasowania stosowanych do oceny modelu regresji, w którym zmienna objaśniana jest nominalna lub porządkowa, w związku z czym współczynnik determinacji R2 nie może być zastosowany. 
W przypadku regresji logistycznej stosuje się kilka konkurencyjnych miar, z których każda ma swoje ograniczenia. Należą do nich między innymi:
- Pseudo R-kwadrat Coxa i Snella
- Pseudo R-kwadrat Nagelkerke'a (Cragga-Uchlera)
- Pseudo R-kwadrat McFaddena

## Pseudo R-kwadrat Coxa-Snella
Pseudo R-kwadrat Coxa-Snella wyraża się następującym wzorem: 
{\displaystyle R_{\text{CS}}^{2}=1-\left({\frac {L_{0}}{L_{M}}}\right)^{2/n}=1-e^{2(\ln(L_{0})-\ln(L_{M}))/n}}
gdzie {\displaystyle n} to liczebność próby, zaś {\displaystyle L_{0}} i {\displaystyle L_{M}} to funkcje wiarygodności odpowiednio dla modelu zerowego (zawierającego jedynie wyraz wolny) i modelu ocenianego. Miara Coxa-Snella jest problematyczna ze względu na to, że jej maksymalna wartość {\displaystyle 1-L_{0}^{2/n}}, która jest osiągana gdy analizowany model przewiduje zmienną objaśnianą w sposób doskonały, może być wyraźnie mniejsza niż 1.

## Pseudo R-kwadrat Nagelkerke'a
Miara pseudo R-kwadrat Nagelkerke'a, znana również pod nazwą pseudo R-kwadrat Cragga-Uchlera jest modyfikacją miary {\displaystyle R_{\text{CS}}^{2}}, tak żeby jej wartość maksymalna wynosiła 1:
{\displaystyle R_{\text{N}}^{2}={\frac {R_{\text{CS}}^{2}}{1-L_{0}^{2/n}}}={\frac {1-\left({\frac {L_{0}}{L_{M}}}\right)^{2/n}}{1-L_{0}^{2/n}}}}

## Pseudo R-kwadrat McFaddena
Miara pseudo R-kwadrat McFaddena opiera się na logarytmie funkcji wiarygodności i jest zdefiniowana w następujący sposób:
{\displaystyle R_{\text{McF}}^{2}=1-{\frac {\ln(L_{M})}{\ln(L_{0})}}.}